# جیپسایت (کالیفرنیا)
جیپسایت (به انگلیسی: Gypsite) یک منطقهٔ مسکونی در ایالات متحده آمریکا است که در شهرستان کرن، کالیفرنیا واقع شده‌است. جیپسایت ۵۹۷ متر بالاتر از سطح دریا واقع شده‌است.